# Abedim
Abedim ist eine Gemeinde (portugiesisch: Freguesia) im nordportugiesischen Kreis Monção. In ihr leben 191 Einwohner (Stand 19. April 2021).

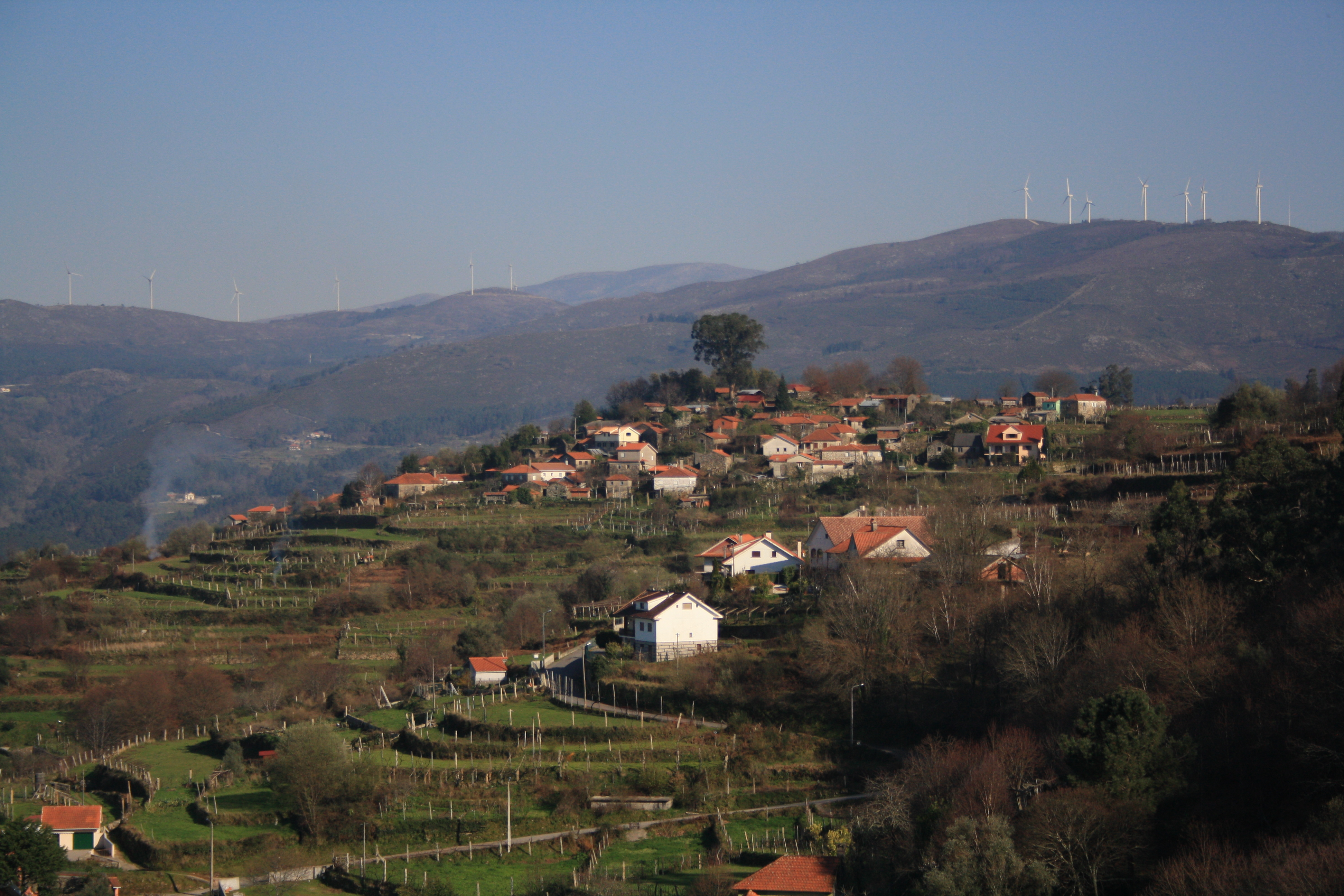
Abedim